# واته‌گاما
واته‌گاما (به لاتین: Wattegama) یک منطقهٔ مسکونی در سری‌لانکا است که در ناحیه کندی واقع شده‌است.جمعیت این ناحیه ۸۱۷۵ نفر اعلام شده است.

## خصوصیات
واته‌گاما ۸٬۱۵۷ نفر جمعیت دارد و ۴۸۵ متر بالاتر از سطح دریا واقع شده‌است.